# Malisa Longo
Malisa Longo (Venecia, 13 de julio de 1950) es una actriz, escritora y modelo italiana.

## Carrera
Malisa nació en Venecia. A temprana edad  se mudó a Roma, donde comenzó una carrera como modelo. Participó en el concurso de belleza Miss Italia, ganando los títulos de Miss Cinema y Miss Lazio. Después de haber aparecido en varios comerciales, Longo hizo su debut como actriz en 1968, en la película giallo de Antonio Margheriti The Young, the Evil, and the Savage. Posteriormente tuvo apariciones destacadas en una serie de películas, en algunas ocasiones en papeles principales, como su papel protagonista en la película erótica La señora del Oriente Express (1989, Luca Damiano) y estuvo especialmente activa en géneros como Nazi exploitation y commedia sexy all'italiana. Se le pudo ver en un pequeño papel en la película The Way of the Dragon encarnando a una prostituta italiana que invita a su casa al personaje interpretado por Bruce Lee.
Longo se retiró de la actuación en 1997. En 2000 debutó como escritora con la novela Così come sono. Sus obras incluyen poesías (Il cantico del corpo) y ensayos (Aggiungi un seggio a tavola). Está casada con el productor de cine Riccardo Billi.